# 자유학기제
자유학기제는 대한민국의 중학생이 한 학기 동안 일반교과 중심의 시험에서 벗어나, 다양한 학생 주도 활동과 진로탐색 활동을 진행하도록 하는 제도이다. 이 제도는 2013년 입학생부터 극히 일부분 한정 시범적으로 시작했으며, 2015년 입학생부터 80% 정도의 대부분의 시행으로 전면 시행 준비를 완료한뒤, 2016년 입학생부터는 모든 학교가 시행되었다.
월요일에는 동아리, 화요일에는 주제선택, 수요일과 목요일에는 예술·체육 A·B, 금요일에는 진로탐색활동을 하도록 하고 있다. 진로 체험을 할 수 있도록 학교 밖에 나가서 실습을 하기도 한다. 따라서 자유학기제 때에는 일부 교과 수업이 줄어든다. 자유학기제를 적용하는 학기 동안에는 중간고사와 기말고사가 없으나, 다양한 방식을 통해 학생 개개인의 역량의 평가가 이루어진다.  

## 자유학기제의 장점

### 꿈과 끼 찾기
자유학기에는 다양한 체험 활동을 선택할 수 있다. 진로탐색 활동을 통해 다양한 직업을 들여다볼 수 있고, 예술 및 체육 활동 등으로 하여금 적성에 맞는 취미나 새로운 꿈을 가질 수도 있다. 다양한 경험을 하면서 자신이 좋아하면서도 잘 할 수 있는 것이 무엇인지 찾을 수 있는 것이다. 일반교과 수업 위주인 기존 학기에서는 얻기 힘든 것이다.

### 학생도 선생님
자유학기에는 학생들이 서로의 선생님이 될 수 있다. 토론, 실습 등 학생이 주도하는 수업이 많기 때문이다. 학생들은 정답을 배우지 않는다. 주입식 교육에서 벗어나 자신의 의견으로 친구들을 설득하고, 누군가의 주장을 받아들일 수도 있다. 실습 시간에는 서로가 힘을 합쳐 무언가를 만들기도 한다. 자신만의 정답을 만들고, 저마다의 방식대로 새로운 것을 창조하는 것이다.

## 자유학기제의 단점

### 학력 저하
자유학기에는 오후에 일반교과 수업을 듣지 않는다. 기존 학기보다 각종 교과 수업을 듣는 시간이 줄어드는 것이다. 게다가 자유학기에는 중간·기말 고사를 치지 않는다. 학생들은 기존 학기와 다르게 시험 부담을 덜게 된다. 자연스레 공부에 소홀해질 것이며 학력이 떨어질 수밖에 없다는 우려가 나온다.

### 부실한 프로그램
진로교육은 쉽게 다가갈 수 있는 직업 위주로 체험하는 경우가 다반사다. 애초에 소수를 위해 특별한 분야를 체험할 수 있는 프로그램을 만들기는 쉽지 않다. 인기가 많은 수업을 모두 들을 수 없고, 원하지 않는 수업을 어쩔 수 없이 들어야 하는 경우도 있다. 체계적인 자유학기제를 운영할 수 있는 교육 기관은 많지 않으며, 기존 학기의 교육 프로그램과 중복되는 경우도 있다.